# Kurier Ostrowski
Kurier Ostrowski – gazeta ukazująca się na terenie Ostrowa Wielkopolskiego w latach 1932–1934 i obecnie.

## Historia

### Od 1932 do 1934
Pierwszy raz tytuł ten pojawił się na lokalnym rynku wydawniczym 5 grudnia 1932 roku. Wówczas rozprowadzano bezpłatnie egzemplarze pisma wydawanego i redagowanego przez małżeństwo Janiny i Janusza Neumannów. Gazeta drukowana była w ich własnej firmie „Ostrowskie Zakłady Drukarskie – J. Neumann i S-ka”.
Dzięki abonamentowi Polskiej Agencji Telegraficznej publikowano obszerny serwis „Wiadomości z kraju i ze świata”. W kolumnie miejskiej znalazły się m.in. „Wiadomości miejskie” czy „Z życia towarzystw”.
Gazeta ukazywała się w poniedziałki, środy i soboty.

### Od 1991
Po raz drugi tytuł „Kurier Ostrowski” wykorzystała spółka wydawnicza powołana do życia z inicjatywy Radosława Balickiego i Krzysztofa Maciejewskiego. Czasopismo otrzymało międzynarodowy znormalizowany numer wydawnictw ciągłych ISSN 1234-6195.
W momencie największego rozwoju tytuł ukazywał się trzy razy w tygodniu: w poniedziałki, w środy i w piątki. W związku ze słabnącą pozycją prasy ustępującej miejsca przekazom internetowym, gazeta wróciła do tygodniowego cyklu wydawniczego: początkowo we wtorki, później w środy.
Na przełomie lat 2017/2018 tytuł przeszedł w ręce spółki Supress sp. z o.o. Pierwszy numer z nową winietą i całkowicie zmienionym layoutem ukazał się 6 lutego 2018 roku – nr 5(1954)/2018.

#### Wyróżnienie
W roku 2020 „Kurier Ostrowski” otrzymał nagrodę im. Aleksandra Milskiego Stowarzyszenia Dziennikarzy Polskich „dla redakcji mediów lokalnych za podejmowanie tematów ważnych dla ich społeczności”.

#### Redaktorzy naczelni
- 1932 – Janusz Neumann
- 1991 – Przemysław Klimek
- 1992 – Jarosław Wardawy
- 2004 – Janusz Panek
- 2006 – Paweł Gołdyn
- 2008 – Krzysztof Maciejewski
- 2012 – Karolina Krawczyk
- 2015 – Paweł Miłosz
- 2018 – Krzysztof Maciejewski
- 2018 – Jolanta Sułecka